# Торта паскуаліна
Торта паскуаліна (лігурійською torta pasqualinn-a) — пиріг, зазвичай солоний, типовий для Лігурії (точніше, для провінції Генуя), який існує в різних варіаціях в різних містах (іноді може бути солодким). Це страва типова для Великодня. Звідси і назва: Pasqua українською мовою означає «Великдень».
Рецепт цієї страви прибув до Аргентини й Уругваю наприкінці XIX століття завдяки італійським іммігрантам. Цей пиріг зараз називають просто паскуаліна (ісп. pascualina). Страва з часом стала частиною місцевої кухні. У Перу, куди перші італійські іммігранти прибули на початку XX століття знаний як мангольдовий торт (ісп. pastel de acelga).
Вперше ця генуезька страва згадується у XVI столітті письменником Ортенсіо Ландо у своїх Catalogo delli inventori delle cose che si mangiano et si bevano («Каталог речей, які їдять та п'ють»), хоча тоді страва була відома як ґаттафура (італ. gattafura).

## Приготування
Тонкі листи тіста готуються з борошна та оливкової олії (без дріжджів). Листи тіста кладуться на низ форми для випічки, при цьому розмір листів мусить бути більшим за форму (частина листів, що не помістилася у форму, залишається звисати зовні форми). Всередину кладуть начинку — тонко нарізані шпинат, мангольд або артишоки (останні, здебільшого додаються під час Великодня), засмажку з часника, яйця, тертий сир, сіль, мускатний горіх та майоран або орегано. У начинці роблять заглиблення, в які можна покласти цілі яйця, які приготуються під час випікання. Потім листи тіста загортаються всередину, пиріг закривається і запікається.
Торта паскуаліна, страва характерна для Великодня, в минулому була способом демонстрації майстерності домогосподарок; за легендою, вони могли використати до тридцяти трьох листів тіста як данину віку Христа.
Для інших оказій рецепт змінювали, замінюючи аришок буряком, гарбузом, баклажанами чи іншими овочами.
У минулому яйця та сир не були повсякденною їжею, тому споживалися лише на свята чи у спеціальних випадках. Додавання цих інгредієнтів для торта паскуаліни підкреслювали важливість свята.
У Вентімільї, найзахідніше місто в провінції Генуя, в начинку додають дикі трави (кропиву, жовтий осот, мласкавець, та лат. Reichardia picroides) замість мангольду.

## Галерея

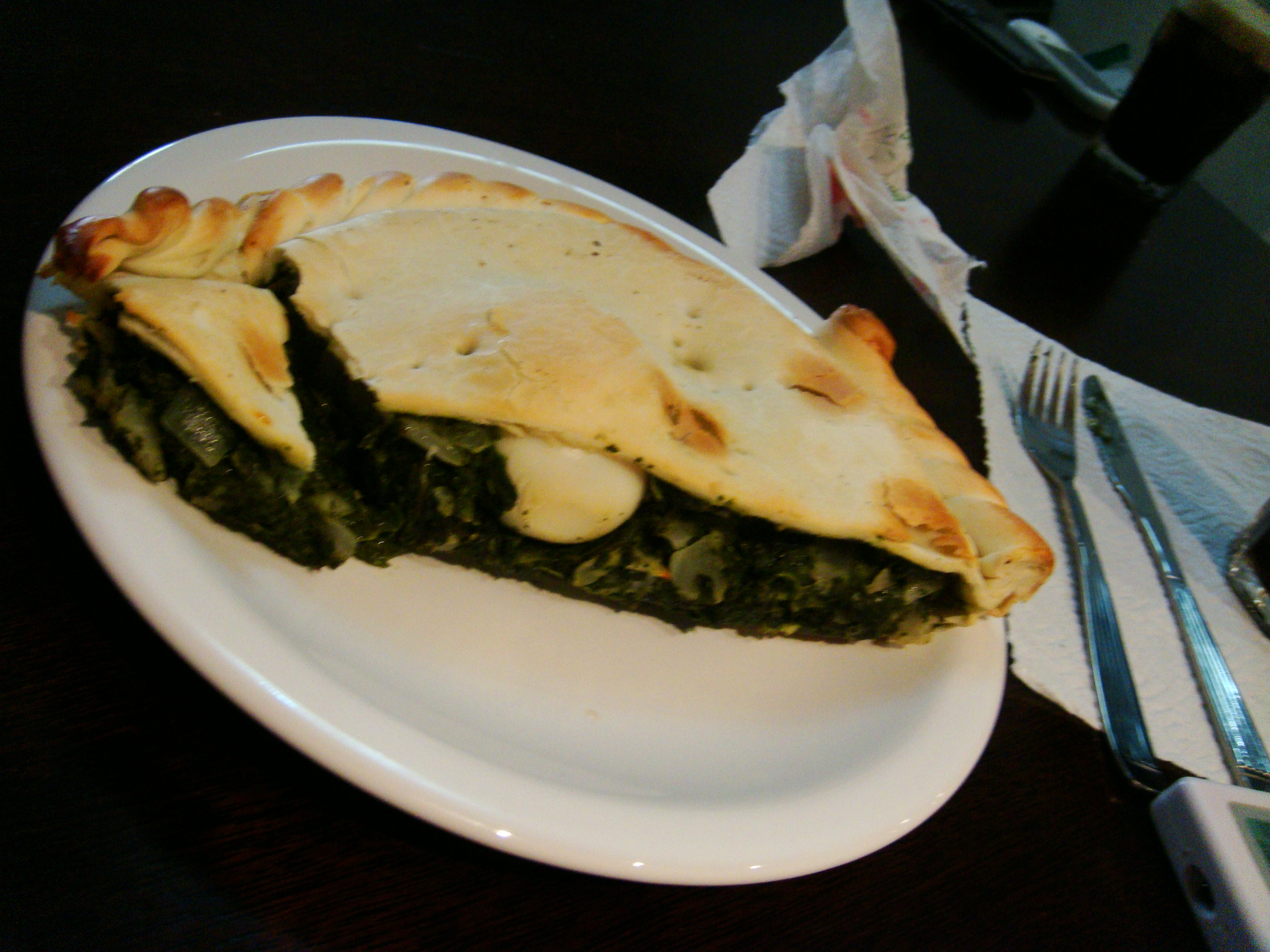
Аргентинська або уругвайська паскуаліна
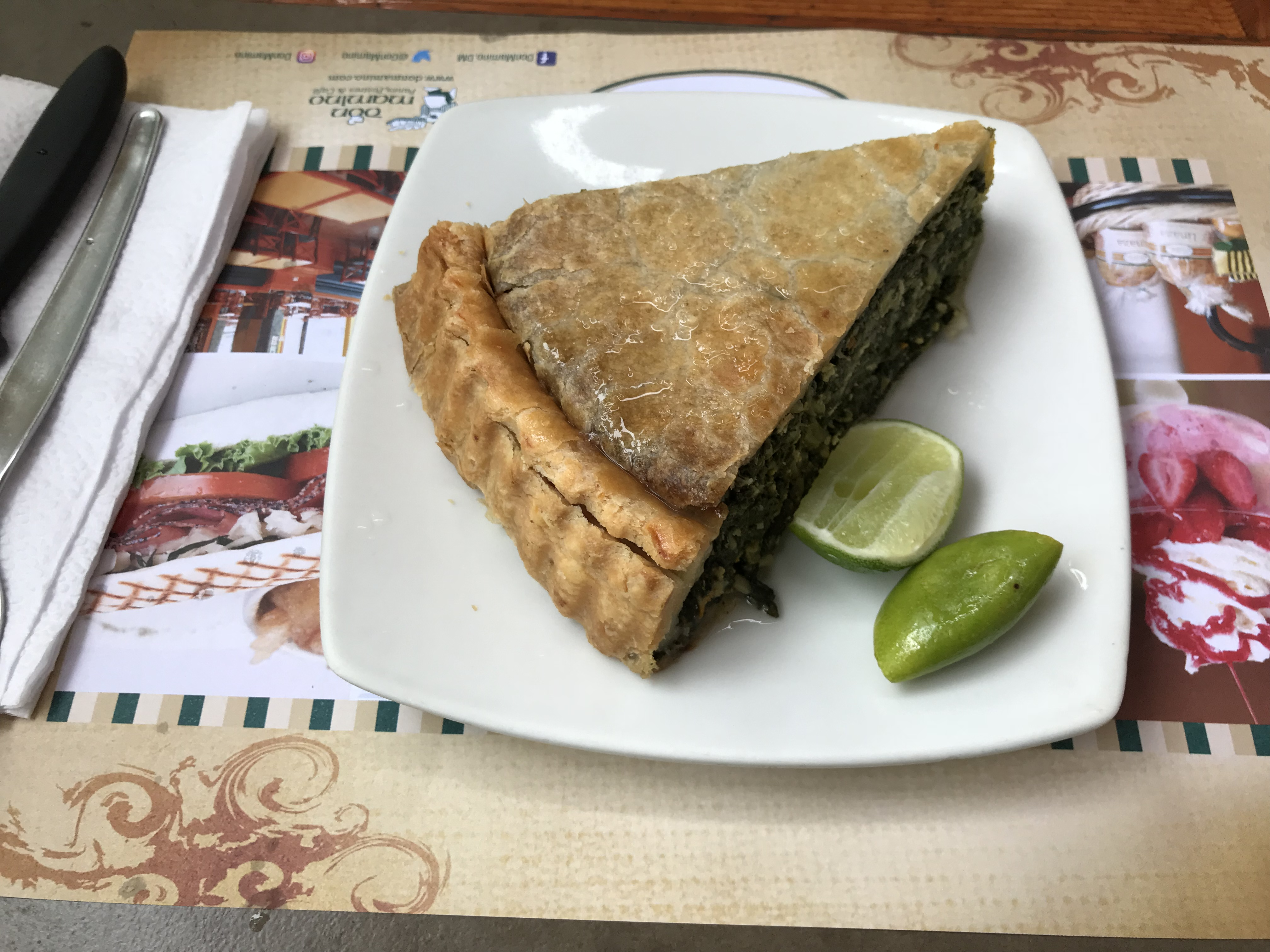
Торта паскуаліна з мангольдом або мангольдовий торт (ісп. pastel de acelga), Перу